# Joaquim Vairinhos
Joaquim Manuel dos Santos Vairinhos (ur. 25 czerwca 1944 w Loulé, zm. 11 kwietnia 2022) – portugalski polityk, samorządowiec i nauczyciel, poseł do Parlamentu Europejskiego (od 1999 do 2004).

## Życiorys
Uzyskał uprawnienia do nauczania w szkole podstawowej. Od 1963 pracował jako nauczyciel. W 1972 został inspektorem szkolnym. W latach 1985–1989 był zatrudniony w ministerstwie edukacji. Zaangażował się w działalność Partii Socjalistycznej. W 1988 został członkiem władz regionalnych, a w 1990 członkiem komitetu krajowego. Od 1990 do 1999 sprawował urząd burmistrza Loulé. Od 1994 do 1999 wchodził także w skład Komitetu Regionów.
W wyborach w 1999 uzyskał mandat posła do Parlamentu Europejskiego V kadencji. Należał do grupy socjalistycznej, pracował m.in. w Komisji Polityki Regionalnej, Transportu i Turystyki oraz w Komisji Ochrony Środowiska, Zdrowia i Ochrony Konsumentów. W PE zasiadał do 2004.
W 2009 powrócił do rady miejskiej swojej rodzinnej miejscowości.